# Lista (informatica)
In informatica, una lista (in inglese list) è una struttura dati astratta e dinamica (la memoria usata non è necessariamente fisicamente contigua) che denota una collezione omogenea o container di dati. L'accesso a un elemento della struttura avviene direttamente solo al primo elemento della sequenza; per accedere a un qualunque elemento, occorre scandire sequenzialmente tutti gli elementi che lo precedono; è una struttura dati dinamica poiché può cambiare di dimensione grazie alle operazioni di inserimento ed eliminazione di elementi, diversamente al caso degli array standard.

## Operazioni fondamentali
Le operazioni fondamentali offerte da una Lista sono le seguenti:
- Inserimento [Costo O(1) oppure O(n) a seconda dell'implementazione];
- Rimozione [Costo O(1) oppure O(n) a seconda dell'implementazione];
- Ricerca [Costo O(log(n)) oppure O(n) a seconda dell'implementazione];
- Accesso random mediante indice [Costo O(1) oppure O(n) a seconda dell'implementazione];
- Accesso sequenziale [Costo O(1)];
- Conteggio elementi [Costo O(1) oppure O(n) a seconda dell'implementazione].

## Implementazione

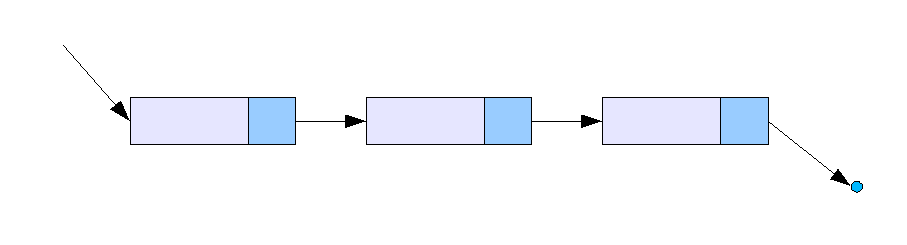
Esempio di lista implementata mediante strutture collegate

Principalmente, vi sono due implementazioni delle Liste. Una utilizza come appoggio gli array, l'altra le strutture collegate; i due approcci si differenziano per le prestazioni offerte. In particolare, un ArrayList offrirà un accesso random al costo di O(1), mentre una LinkedList offrirà un costo O(n); dall'altro lato un inserimento su un ArrayList potrebbe costare O(n) (nel caso di ridimensionamento dell'array), mentre su una LinkedList costerà sempre O(1).

## Algoritmi di gestione (iterativi)
- Definizione struttura:typedef int TKey;
typedef int TSat;

struct SInfo{
    TKey key;
    TSat satellite;
};

typedef struct SInfo TInfo;

struct SNode{
    TInfo info;
    struct TNode *link;
};

typedef struct SNode TNode;
typedef TNode* TList;
- Creazione: TList list_create() {
    return NULL;
}
- Inserimento: TList list_insert(TList list, TInfo info) {
    TList curr, succ;
    curr = NULL;
    succ = list;
    
    while(succ != NULL && greater(info.key, succ->info.key)){
        curr = succ;
        succ = succ->link;
    }
    
    TNode* new;
    new = (TNode)malloc(sizeof(TNode));
    new->info = info;
    
    if(curr == NULL) {
        new->link = list;
        
        return new;
    } else {
        curr->link = new;
        new->link = succ;
        
        return list;
    }
}
- Rimozione:TList list_delete(TList list, TKey key) {
    TList curr, succ;
    curr = NULL;
    succ = list;
    
    while(succ != NULL && greater(key,succ->info.key)) {
        curr = succ;
        succ = succ->link;
    }
    
    if(succ != NULL && equal(key,succ->info.key)) {
        if(curr == NULL) {
            list = succ->link;
        } else {
            curr = succ->link;
            
            free(succ);
        } return list;
    }
}
- Cerca:T_Node* list_search(T_List list, T_Key key) {
    T_List curr;
    curr = list;
    
    while((curr != NULL) && greater_team(key,curr->info.tag)) {
        curr = curr->link;
    }
    
    if((curr != NULL) && equal_team(key,curr->info.tag)) {
        return curr;
    } else {
        return NULL;
    }
}
- Visita con stampa:void list_visit(T_List list) {
    T_List curr;
    curr = list;
    
    while(curr != NULL) {
        print_node(curr->info);
        curr = curr->link;
    }
}
- Conta: int conta_nodi(T_List list) {
    if(list == NULL) {
        return 0;
    } else {
        return 1 + conta_nodi(list->link);
    }
}
- Distruzione lista:T_List list_destroy(T_List list) {
    T_List curr, succ;
    curr = list;
    
    while(curr != NULL) {
        succ = curr->link;
        
        free(curr);
        
        curr=succ;
    }
}

## Algoritmi di gestione (ricorsivi)
- Creazione: TList list_create() {
    return NULL;
}
- Inserimento: TList list_insert(TList list, Tinfo info) {
    if(list == NULL || greater(list->info.key, info.key)) {
        TNode* new;
        
        new = (TNode*)malloc(sizeof(TNode));
        
        new->info = info;
        new->link = list;
        
        return new;
    } else {
        list->link = list_insert(list->link, info);
        
        return list;
    }
}
- Rimozione:TList list_delete(TList list, TKey key) {
    if((list == NULL) || grater(list->info.key, key)){
        return list;
    } else if(equal(list->info.key, key)) {
        TList alias;
        alias = list->link;
        
        free(list);
        
        return alias;
    } else {
        list->link = list_delete(list->link, key);
        
        return list;
    }
}
- Cerca:T_Node* list_search(T_List list, T_Key key) {
    if(list == NULL || equal(list->info.key, key)){
        return list;
    } else if(grater(list->info.key, key)){
        return NULL;
    } else {
        list_search(list->link, key);
    }
}
- Visita con stampa diretta:void list_visit(T_List list) {
    if(list != NULL) {
        print_info(list->info);
        list_visit(lista->link);
    }
}
- Visita con stampa inversa:void list_visit(T_List list) {
    if(list != NULL) {
        list_visit(lista->link);
        
        print_info(list->info);
    }
}
- Conta: int conta_nodi(T_List list) {
    if(list == NULL){
        return 0;
    } else {
        return 1 + conta_nodi(list->link);
    }
}
- Distruzione lista:T_List list_destroy(T_List t) {
	if (t != NULL)
	{
		list_destroy(t->link);
		free(t);
	}
	return NULL;
}

## Tipi di lista
- Lista con puntatori
- Lista con array
- Lista Circolare